# Pistrui

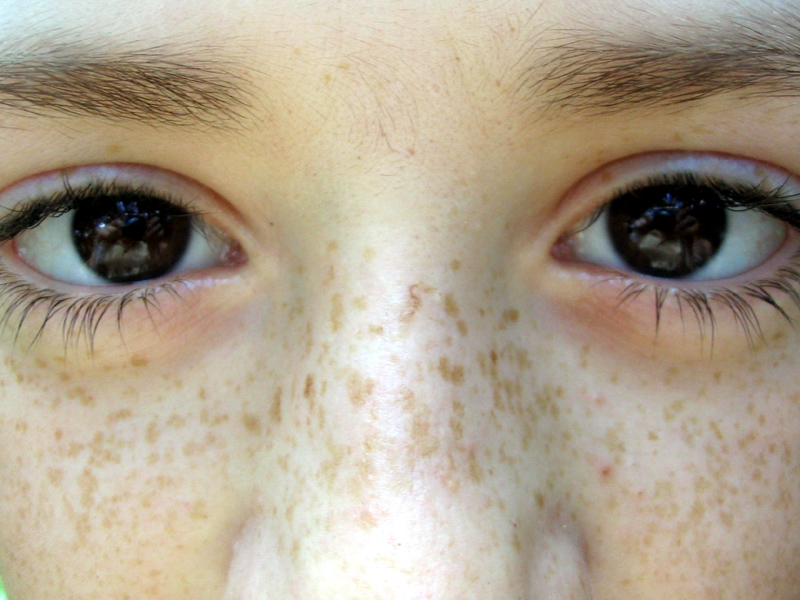
Pistrui pe fața unui copil

Pistruii sunt ciorchini de celule concentrate de melanină care se văd foarte ușor la persoanele cu ten potrivit. Pistruii nu au un număr ridicat de celule producătoare de melanină sau melanocite, în schimb au melanocite care produc în exces granule de melanină (melanozomi) modificând culoarea celulelor din exteriorul pielii (keratinocite). Astfel, pistruii sunt diferiți de discromiile cutanate (lentigo) și alunițe.

## Biologie
Apariția pistruilor este produsă de expunerea la lumina solară. Expunerea la radiația UV-B activează melanocitele crescând producția de melanină, ceea ce poate conduce la închiderea culorii pistruilor, aceștia devenind mai vizibili. Acest lucru înseamnă că pistruii pot apărea brusc după expunere prelungită la lumina solară, chiar dacă nu au existat înainte.
Pistruii predomină pe față, deși pot apărea pe orice porțiune de piele expusă la soare, precum brațe sau umeri. Concentrațiile mari de melanină pot conduce la înmulțirea pistruilor care pot acoperi o zonă întreagă a pielii, așa cum este fața. Pistruii sunt rari la sugari, și apar de obicei la copii înainte de pubertate.
După expunerea la soare fără protecție, pistruii vor reapărea dacă au fost îndepărtați cu creme sau laser, dar se estompează odată cu înaintarea în vârstă, în unele cazuri.
Pistruii nu sunt o boală a pielii, dar pistruiații au în general o concentrație mai mică de melanină foto-protectoare și sunt mai susceptibili la efectele negative ale radiației ultraviolete. Se recomandă ca persoanele a căror piele are tendință de pistruiere să evite expunerea la soare în exces și să folosească creme de protecție solară.

### Genetică

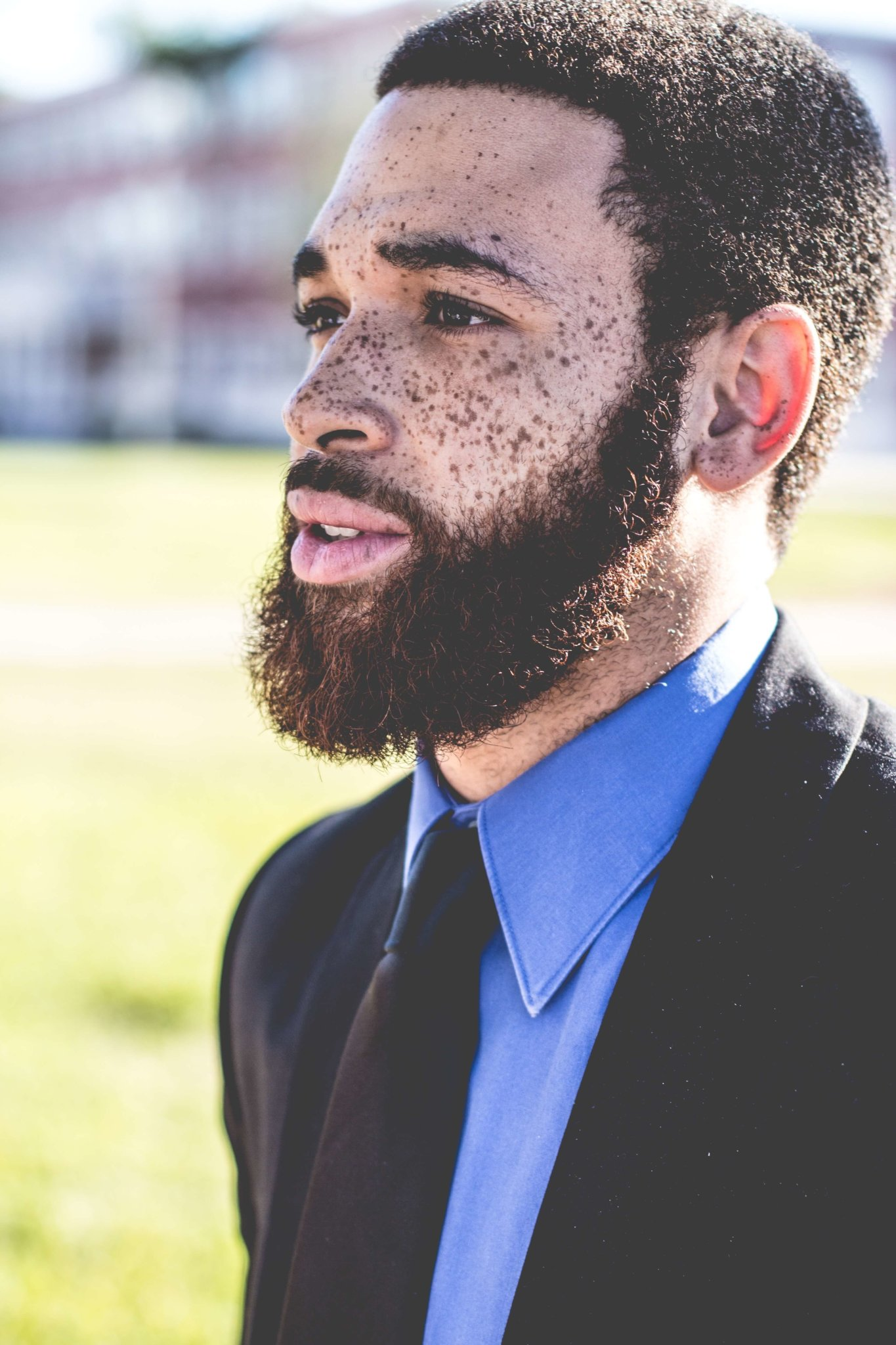
Bărbat cu pistrui

Prezența pistruilor este legată de alele rare ale genei MC1R (receptorul melanocortinei 1), deși prezența uneia sau chiar a două copii ale acestei gene nu deosebește dacă o persoană va avea pistrui sau nu. De asemenea, persoanele fără o copie a MC1R au câteodată pistrui. Chiar și așa, persoanele cu un număr mare de zone cu pistrui au una sau mai multe variante ale genei MC1R. Dintre aceste variante, Arg151Cys, Arg160Trp, și Asp294His sunt cele mai întâlnite la pistruiați. Gena MC1R este asociată și cu părul roșu, mai mult decât cu pistruii. Majoritatea roșcaților au două variante ale genei MC1R și aproape toți au una. Variantele care produc părul roșu sunt aceleași care produc și pistruii. Pistruii se pot găsi și în zone precum Japonia, în care părul roșu nu se găsește. Aceste persoane au varianta Val92Met care se găsește și la albi (caucazieni), deși are efecte minore asupra pigmentării acestora. Implicarea alelei R162Q în pistruiere este disputată.
Variantele genei MC1R care sunt corelate cu pistruii au început să apară în genotipul uman atunci când oamenii au început să plece din Africa. Varianta Val92Met a apărut acum 250.000-100.000 de ani, timp suficient ca această genă să fie transportată de oameni în Asia centrală. Se estimează că Arg160Trp ar fi apărut în urmă cu 80.000 de ani, iar Arg151Cys și Asp294His în urmă cu 30.000 de ani. Există o largă variație a genei MC1R la persoanele cu descendență europeană, datorită lipsei presiunilor puternice de mediu asupra genei. Alela originală a MC1R a codificat pielea neagră, cu conținut ridicat de melanină în celule. Conținutul ridicat de melanină este protector față de expunerea la soare, în zonele cu expunere mare la lumină UV. Nevoia s-a redus pe măsură ce oamenii s-au mutat la latitudini mai mari unde lumina solară are un conținut UV mai redus. Adaptarea pielii mai deschise este necesară pentru ca persoanele de la latitudini mai mari să mai poată absorbi UV suficient pentru producerea vitaminei D. Pistruiații tind să se bronzeze mai puțin și au pielea foarte deschisă, ceea ce ar fi ajutat persoanele care au exprimat aceste gene să absoarbă vitamina D.

## Tipuri
Efelidele înseamnă pistrui care sunt plați și maro deschis sau roșii și se estompează după reducerea expunerii la soare. Efelidele sunt mai întâlnite la cei cu ten deschis, dar se găsesc și la persoane cu diverse culori ale pielii. Folosirea cremei de protecție solară poate inhiba apariția acestora.
Petele de la ficat (cunoscute și ca pete de la soare sau lentigo senilis) au aspectul unor pistrui mari, dar apar după mulți ani de expunere la soare. Acestea sunt mai obisnuite sa apara la oamenii în vârstă.